# Victor Baltard
Victor Baltard, nascut a París el 10 de juny de 1805 i mort a París el 13 de gener de 1874, fou un arquitecte  francès que exercí a París durant el Segon Imperi.

## Biografia
El 1833 s'endú el Prix de Rome a l'Escola de les Belles Arts de París. De 1834 a 1838, es queda a Roma com a pensionat de la Villa Medici. L'Acadèmia de França a Roma és aleshores sota la direcció de  Dominique Ingres. A partir de 1849, esdevé arquitecte de la ciutat de París. És també arquitecte diocesà pel palau episcopal i el gran seminari, però aquesta plaça li és retirada el 1854 car l'administració dels cultes considera que atribueix massa poca importància als seus treballs.
És particularment cèlebre pel Mercat de París que va realitzar entre 1852 i 1872. Aquest va ser enderrocat el 1972-73 a excepció d'un dels pavellons (el "Pavelló Baltard") que ha estat classificat monument històric. Se li deu la restauració de diferents esglésies. És igualment l'autor de dues sepultures: la del compositor Louis James Alfred Lefébure-Wely al cementiri del Père-Lachaise i la del jurista Léon Louis Rostand al cementiri de Montmartre.
Victor Baltard és fill de l'arquitecte Louis-Pierre Baltard.

## Principals realitzacions

### Arquitectura

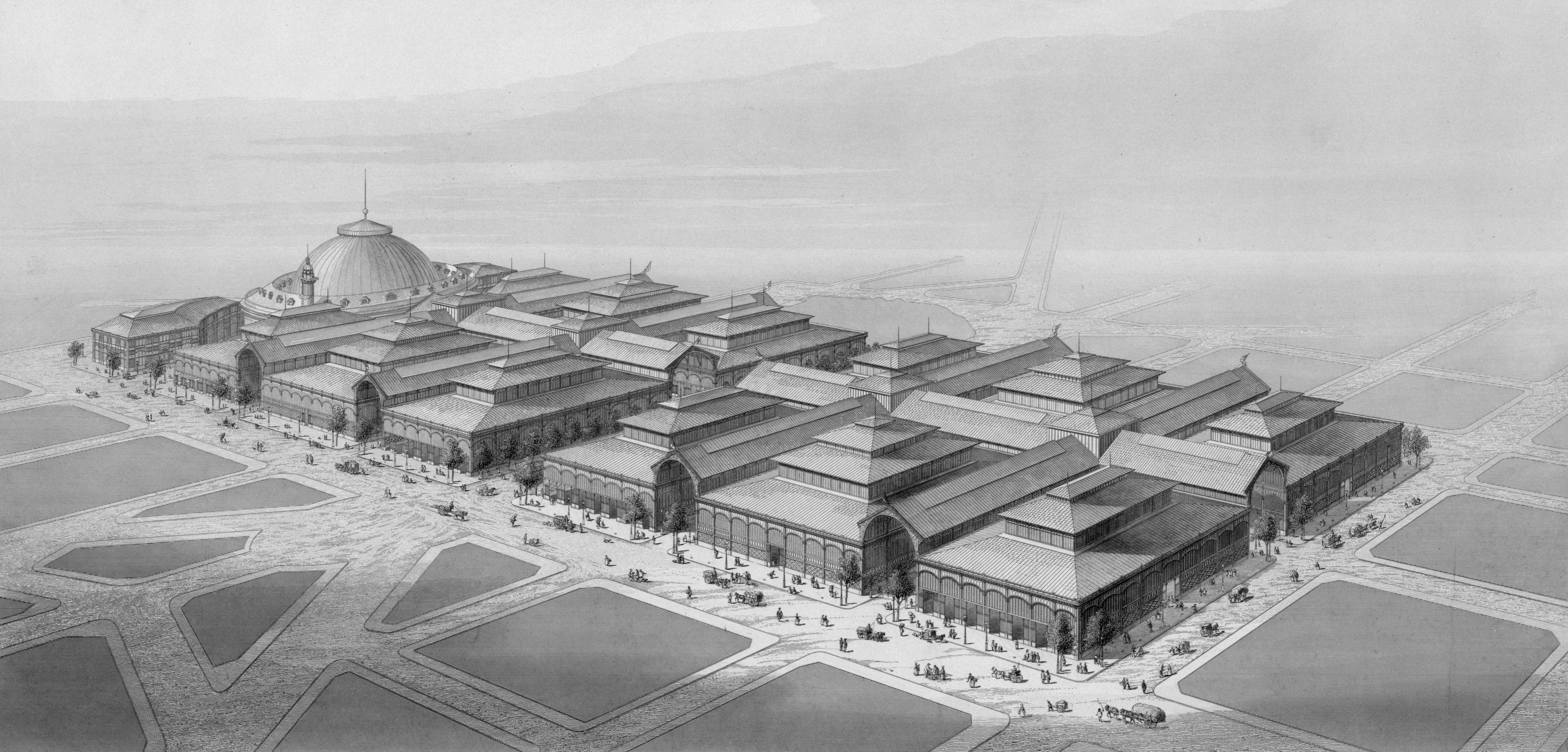
El Mercat de París el 1863

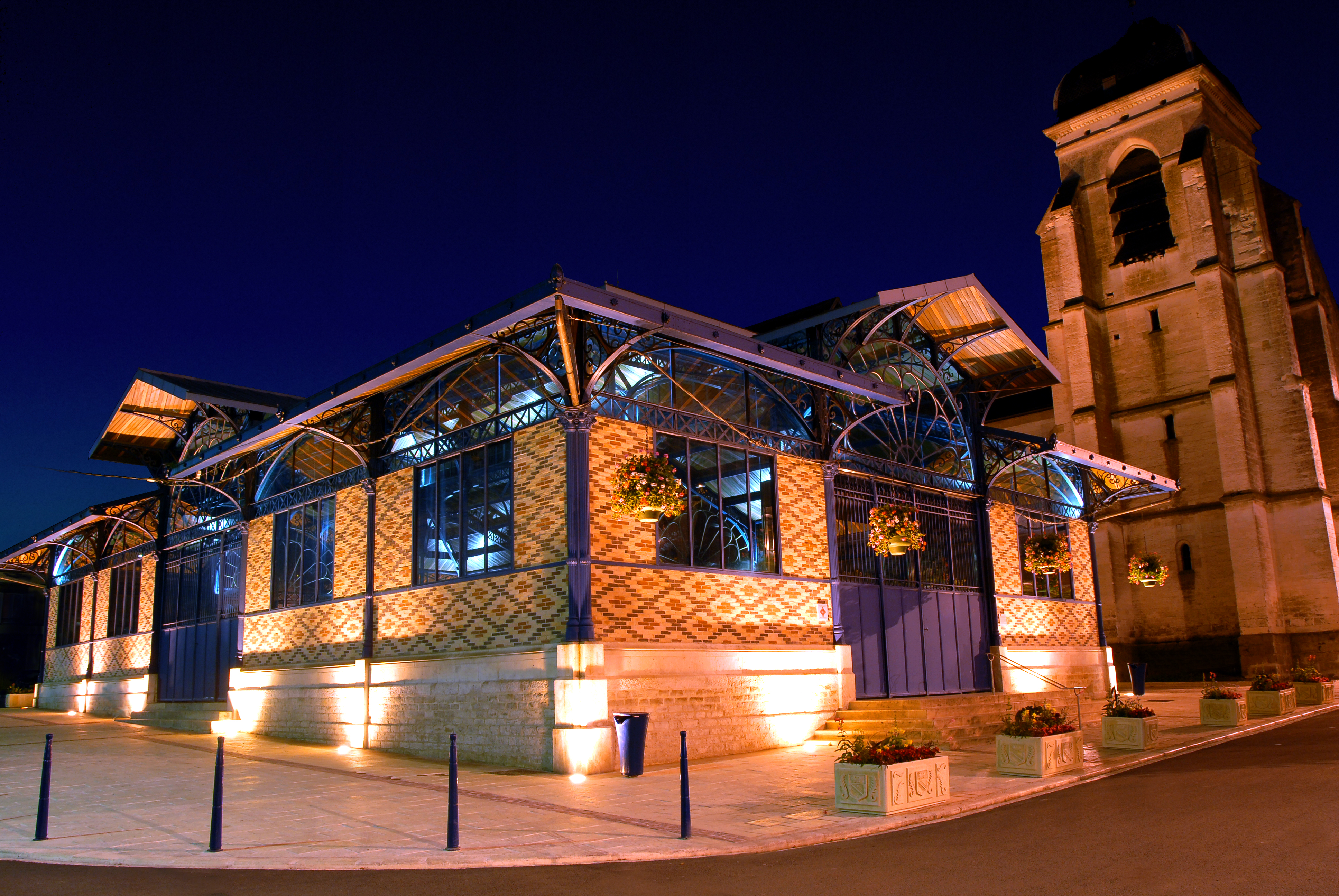
Mercat d'estil baltard (Aix-en-Othe, Aube)

- Construcció del palau de justícia de Lió el 1847, avui seu del tribunal d'apel·lació de Lió i del jurat mixt del Roine.
- La tomba del compositor Louis James Alfred Lefébure-Wely (1817-1869) al Cementiri del Père-Lachaise (fotografia) Arxivat 2005-10-24 a Wayback Machine..
- Els dotze pavellons del  Mercat de París (1852-1872).
- Mercat dels bous del Mercat de la Villette.
- Construcció de l'Église Saint-Augustin, París (1860-1871) (fotografia).
- Façana de l'Église Notre-Dame des Blancs-Manteaux: prové de l'església Saint-Elois-des-Barnabites que estava aleshores situada a l'île de la Cité i que va ser destruïda durant els treballs d'Haussmann.

### Restauracions
- Restauració de l'église Saint-Germain-l'Auxerrois, en col·laboració amb  Jean-Baptiste Lassus de 1838 a 1855.
- Restauració de l'église Saint-Eustache el 1844.
- Restauració de l'église Saint-Étienne-du-Mont: dirigeix els treballs de construcció de la capella dels Catecismes i restaura la façana de l'església entre 1861 i 1868.
- Restauració de l'église de Saint-Germain-des-Prés.
- Restauració de l'église Saint-Séverin.
- Restauració de l'église Saint-Paul-Saint-Louis: l'arquitecte s'ocupa principalment de la redisposició del cor i de la refecció de la façana.